# Ꜩ
Cette page contient des caractères spéciaux ou non latins. S’ils s’affichent mal (▯, ?, etc.), consultez la page d’aide Unicode.
Ꜩ (minuscule : ꜩ), appelé tz, est une lettre latine utilisée dans le manuscrit maya kʼicheʼ Popol Vuh transcrit entre 1701 et 1703 par Francisco Ximénez. Elle est composée à partir d’une ligature entre t et une forme manuscrite du z (ressemblant à la lettre ʒ).

## Représentations informatiques
Le tz peut être représenté avec les caractères Unicode (latin étendu D) suivants :
| formes    | représentations | chaînes de caractères | points de code | descriptions               |
| --------- | --------------- | --------------------- | -------------- | -------------------------- |
| capitale  | Ꜩ               | Ꜩ                     | U+A728         | lettre majuscule latine tz |
| minuscule | ꜩ               | ꜩ                     | U+A729         | lettre minuscule latine tz |

## Usage en allemand

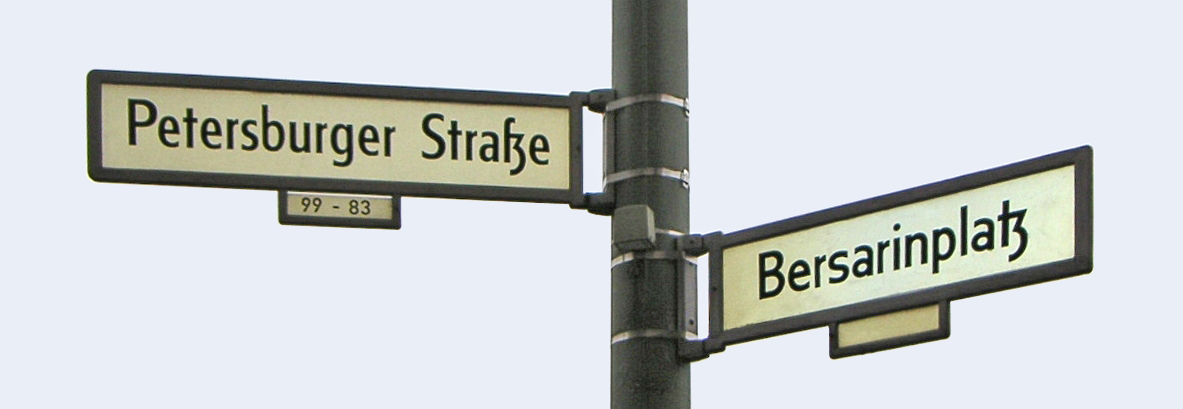
Panneaux routiers à Berlin. On observe que le mot Platz (« place ») est écrit Plaꜩ ; ainsi qu'une version alternative du eszett, composée de l'assemblage du s long (ſ) et d'un z cursif (ʒ), dans le mot Straſʒe (« rue »).

En allemand, la ligature tz est parfois utilisée comme ligature esthétique. Un exemple éminent en est la conception des panneaux routiers berlinois dans la police Erbar Grotesk.
L’écriture Fraktur (ou « écriture gothique allemande ») impose l'utilisation de la ligature tz, même en cas d’interlettre large. Dans l’enseignement de sa forme manuscrite, la Kurrent, ancienne écriture cursive de l'allemand, la ligature tz était traitée comme une lettre à part entière, placée après le z dans l'ordre alphabétique. De là découle l'expression bis zum tz (« jusqu'au tz »), analogue à von A bis Z (« de A à Z »).
Du point de vue du codage, il s'agit cependant toujours de deux caractères, à savoir les deux lettres latines t et z. L'utilisation du caractère Unicode pour la ligature tz est ici erronée.